# كتاب السجلات الماليزية
كتاب السجلات الماليزية (أو MBR) هو مشروع ماليزي لنشر الأرقام القياسية التي حققها الماليزيون أو حطموها ويكمل المشروع كتاب رئيس الوزراء تون الدكتور مهاتير بن محمد "ماليزيا بوليه" حملة (ماليزيا تستطيع باللغة الإنجليزية) كما هو الحال مع موسوعة غينيس للأرقام القياسية، هناك كتاب يُنشر سنويًا يسرد الأرقام القياسية.

## الأهداف
MBR هو مشروع تم تشكيله عام 2020 بما يتماشى مع رؤية الشعوب، نظرًا لعدم تسجيل الأعمال البطولية ومحاولات تسجيلها في الكتاب، حيث شعر داتوك داني أوي (مؤسس كتاب السجلات الماليزية) أنه يجب منح التقدير لإنجازات الماليزيين القياسية باعتبارها جهة حفظ الأرقام القياسية الوطنية وتعد MBR هيئة رسمية تعترف بحاملي الأرقام القياسية ومحطمي الأرقام القياسية ومنشئي الأرقام القياسية في الدولة وعند تأكيد السجل سيقوم MBR بإصدار شهادات لصاحب السجل تقديرًا لجهوده.

## الأصل والتاريخ
ظهرت الفكرة في عام 1990 عندما عثر داني أوي على أسئلة تتعلق بالإنجازات غير العادية التي قام بها الماليزيون، وتذكر أنه رأى رجلاً يركب الدراجة لعدة أيام في ملعب ميرديكا محاولاً تسجيل رقم قياسي عالمي وشخص آخر يسافر من ولاية إلى أخرى سيراً على الأقدام وكان الأخير يأمل في دخول محاولته إلى موسوعة غينيس للأرقام القياسية وإدراكًا منه أنه لن يتم تسجيل أي من هذه الأعمال البطولية رأى السيد أوي أنه ينبغي الاعتراف بهذا التصميم الذي أبداه الماليزيون في تجميع الإنجازات للنشر في MBR، وتم تضمينها أيضًا في إنتاجها المعروض في مسلسل تلفزيوني يسمى المسلسل التلفزيوني الأسبوعي لـ The Malaysia Book of Records والذي ظهر لأول مرة في 6 أكتوبر 1996على RTM TV2، وهذا يكون بمثابة وسيلة لتكريم الماليزيين الذين روجوا لبلادهم من خلال إنشاء السجلات وأُطلق أول كتاب قياسي بعنوان "الطبعة الأولى لكتاب الأرقام القياسية الماليزي" في 9 ديسمبر 1998، حيث تم الكشف عن الأرقام القياسية الماليزية في كتاب واحد لأول مرة.